# 马戏

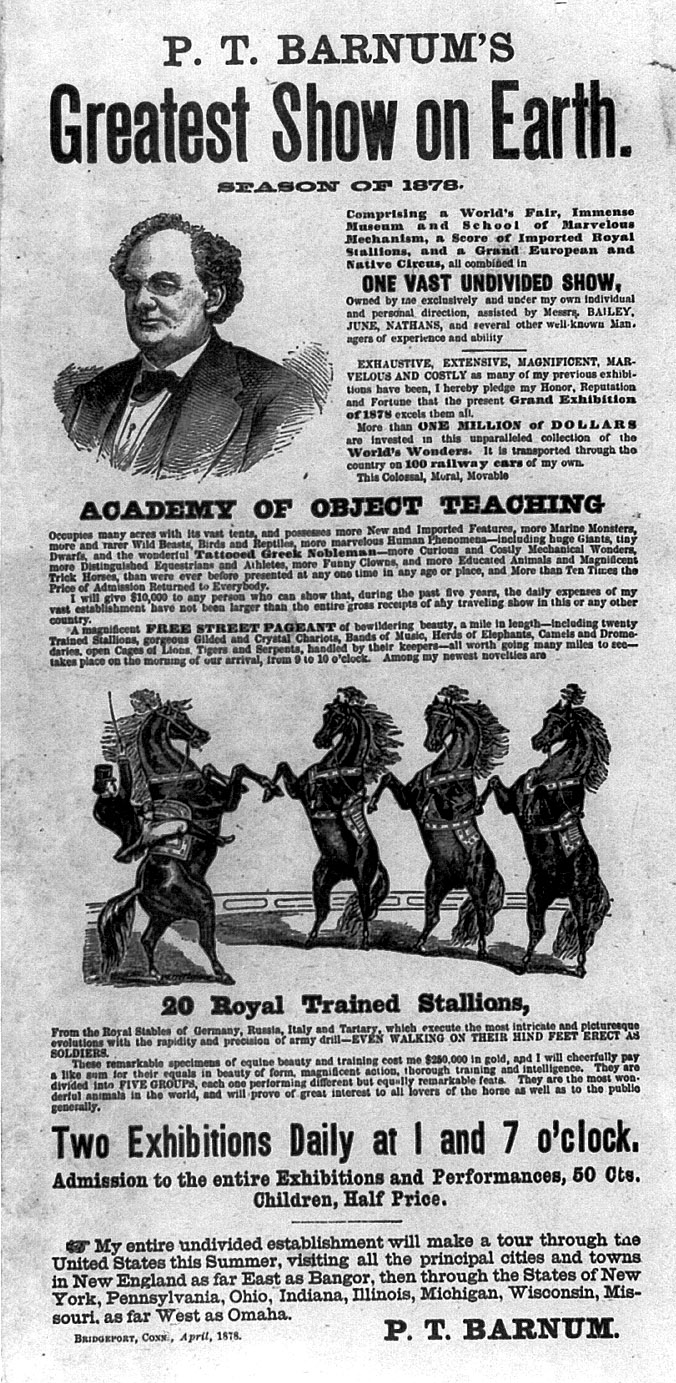
1878年廣告—地球上最偉大的表演（The Greatest Show on Earth）

马戏團（英語：Circus），一般指包括有雜技、受训过的动物、小丑、魔术及其他特技的表演，以娱乐观众为目的。
桓宽《盐铁论》有「马戏鬥虎」的记载。唐代马戏表演「透剑门伎」，表演者乘小马，奔腾跳跃，飘忽而过。1871年玲玲馬戲團（Ringling Bros.and Barnum & Bailey）成立，1919年成立莫斯科大馬戲團，擁有超過4,000名表演者及1,000名工作人員，1956年到美國首演。加上1977年成立的大蘋果馬戲團（Big Apple Circus），號稱世界三大馬戲團。中國齊齊哈爾馬戲團始建於1952年，是中國著名的馬戲表演團體。1982年加拿大魁北克人創建太陽馬戲團（Cirque Du Soleil），經過二十餘年的經營，成為世界規模最大的馬戲團。2003年太陽馬戲團合作創始人之一諾曼·拉杜勒(Normand Latourelle) 揉合馬術與表演藝術、多媒體投映、及奇幻特技，創作了Cavalia。 
由於動物保護的觀念抬頭，且曾發生表演的動物被虐待、遺棄，以及攻擊人的事件，有些國家已立法禁止使用動物作為表演工具，因此部份馬戲團不再有動物表演了。